# Матч за звание чемпиона мира по международным шашкам среди женщин 1992
Матч за звание чемпиона мира по международным шашкам среди женщин 1992 года прошёл с 7 по 22 декабря в Киеве, Украина между бывшими советскими спортсменками чемпионкой мира 1991 года Зоей Голубевой (Латвия) и победителем дополнительного турнира за право играть в матче за титул чемпионки мира Ниной Янковской (Украина). Матч должен был состоять из 12 партий, однако был прекращён после одиннадцатой партии. Победу одержала Зоя Голубева со счётом 13—9 и в пятый раз завоевала титул чемпионки мира.

## Таблица
| Место | Участник       | Страна  | 1 | 2 | 3 | 4 | 5 | 6 | 7 | 8 | 9 | 10 | 11 | 12 | очки |
| ----- | -------------- | ------- | - | - | - | - | - | - | - | - | - | -- | -- | -- | ---- |
| 1     | Зоя Голубева   | Латвия  | 1 | 1 | 2 | 1 | 1 | 1 | 1 | 1 | 1 | 2  | 1  | —  | 13   |
| 2     | Нина Янковская | Украина | 1 | 1 | 0 | 1 | 1 | 1 | 1 | 1 | 1 | 0  | 1  | —  | 9    |